# Hiddenite

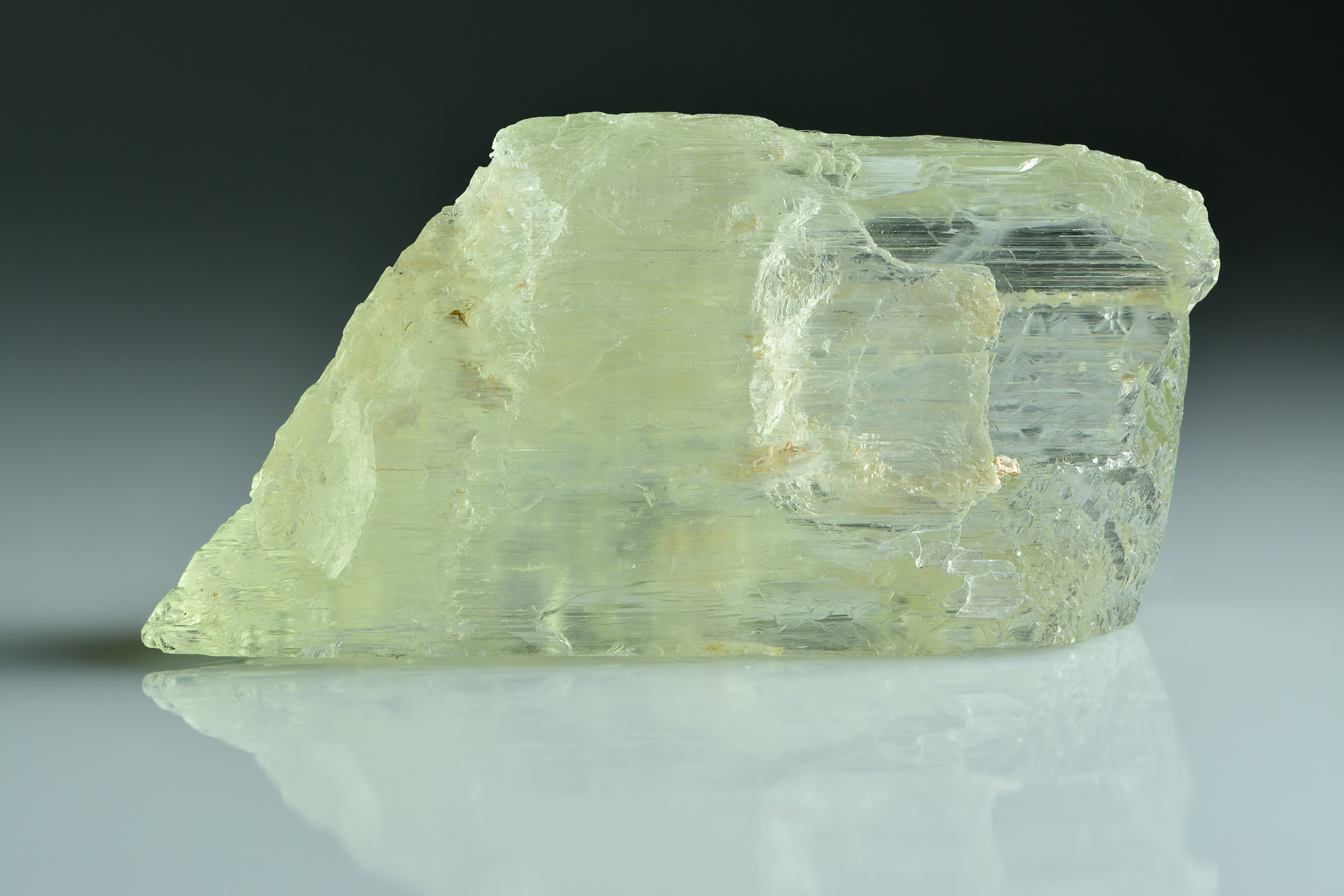
Hiddenite

L'hiddenite è una varietà verde di spodumene, il cui colore è dovuto alla presenza di cromo. Questo minerale prende il nome dal suo scopritore William Earl Hidden.

## Abito cristallino
Sistema cristallino monoclino. Si presenta in cristalli prismatici di piccole dimensioni allungati, appiattiti e mal terminati, con striature longitudinali. I cristalli hanno tonalità di colore verde smeraldo chiaro, con una trasparenza dal traslucido al trasparente. Solitamente presenta geminazioni.

## Origine e giacitura
Tra i giacimenti più importanti Stony point in Carolina del Nord. Alcuni esemplari provenienti dall'Afghanistan hanno un colore instabile che in seguito ad esposizione alla luce del sole viene perduto in tempo assai breve.

## Utilizzi
Viene impiegata in gioielleria come gemma.

## Caratteristiche chimico fisiche
Pleocroismo: notevole, specialmente nelle tinte vivaci

## Gemme con cui è possibile confonderla
- Smeraldo[1]
- Olivina o peridoto[1]
- Alessandrite (specialmente le varietà chiare)[1]
- Tormaline verdi[1]

## Località di ritrovamento
Brasile, USA, Madagascar.